# Walter Pradt
Walter Pradt (* 12. April 1949 in Wiesbaden; † 24. August 2014 in Mannheim) war ein deutscher Fußballspieler und -trainer.

## Spielerkarriere
Walter Pradt spielte auf der Position des Torwarts. Er begann seine Karriere beim FC 1934 Wiesbaden-Bierstadt, von wo er über die Amateure von Eintracht Frankfurt zu Germania Wiesbaden wechselte, wo er bis 1968 aktiv war. Nach seinem Wechsel zum 1. FC Nürnberg, wo er unter der Leitung von Max Merkel und Kuno Klötzer drei Jahre als Ersatztorwart mit nur einem Einsatz in der Fußball-Regionalliga Süd blieb, wechselte er zur SpVgg Bayreuth (1971–1973). 1973 kam er zum SV Waldhof Mannheim, wo er Manfred Krei als Stammtorhüter ablöste.
Beim SV Waldhof blieb Walter Pradt viele Jahre Stammtorhüter, zuerst in der zweiten Bundesliga Süd und ab 1981 in der eingleisigen zweiten Bundesliga, bis er am 13. Februar 1982 nach einer Roten Karte in der 90. Minute gegen Kickers Offenbach seinen Stammplatz an Uwe Zimmermann verlor. Bis zu diesem Zeitpunkt war er ebenfalls als Elfmeterschütze bekannt. So erzielte er in der Saison 1979/80 acht Tore vom Elfmeterpunkt aus und war damit zweitbester Torschütze des SVW hinter Hans Hein (11 Treffer). Nach dem Verlust seines Stammplatzes im Waldhof-Tor blieb er Ersatztorwart und übernahm zudem die Rolle des Ausbilders für Uwe Zimmermann. Sein Bundesliga-Debüt gab Pradt am 19. Mai 1984 gegen Fortuna Düsseldorf. Am darauffolgenden Wochenende allerdings brach er sich im letzten Saisonspiel gegen Kickers Offenbach das Schienbein und musste zur Halbzeit ausgewechselt werden. Als sich Zimmermann am 6. Spieltag 1984/85 verletzte, litt Pradt noch unter dem Schienbeinbruch, stand aber dennoch im Tor des SVW in München gegen die Bayern, die bis dahin alle sechs Spiele gewonnen hatten und einen Rekordstart vorlegten. Unter großen Schmerzen (er konnte die Abstöße nicht mehr durchführen) konnte er bis zum Spielende durchspielen und den Auswärtssieg des SVW festhalten. Durch zwei weitere Einsätze in derselben Saison kam Walter Pradt auf fünf Bundesliga-Einsätze. Er beendete seine aktive Karriere am Ende der Saison.

## Trainerkarriere
Als Trainer arbeitete Pradt bei Südwest Ludwigshafen (1985–1986), bei Amicitia Viernheim (1986–1990), dem VfR Grünstadt und dem VfR Mannheim (1990–1991 und 2006 bis April 2007). 2003 fungierte Pradt als Torwart-Trainer von Silke Rottenberg, um diese auf die Weltmeisterschaft 2003 vorzubereiten, die dann auch Weltmeister der Frauen in den USA wurde.
Beim SV Waldhof nahm Pradt verschiedene Aufgaben an. Er war Co-Trainer der ersten Mannschaft in der zweiten Bundesliga 1995/96 sowie Trainer der U23-Mannschaft von Januar 2008 bis 2009, mit der er den Aufstieg in die Verbandsliga schaffte. Er war Cheftrainer der ersten Mannschaft vom 12. November 2001 bis zum 3. Dezember 2001 und vom 11. September 2002 bis zum 2. April 2003, jeweils in der zweiten Bundesliga. Ab Juli 2009 war er wieder Cheftrainer des SVW, diesmal in der Regionalliga West. Nach dem Lizenzentzug für den SVW am 8. Juni 2010 wurde der Vertrag mit ihm nicht verlängert.
2011 wurde Pradt sportlicher Leiter bei der Jugendspielgemeinschaft 1. FC Rheinpfalz in Grünstadt und hatte die gleiche Position vom Sommer 2012 bis zu seinem Tod beim VfR Grünstadt inne.

## Sonstiges
- Neben seiner Tätigkeit als Trainer betrieb Walter Pradt auch das 'Rhein-Neckar-Fußballcenter' in Mannheim.
- Vor einem Benefiz-Spiel des SV Waldhof Mannheim gegen Borussia Dortmund am 26. August 2014 wurde eine Schweigeminute für den an Leukämie erkrankten und an den Folgen verstorbenen Walter Pradt abgehalten.[3][4]
- Vor dem Erstrundenspiel des SV Waldhof im DFB-Pokal 2022/23 gegen Holstein Kiel am 31. Juli 2022 wurde die Südtribüne des Carl-Benz-Stadions auf langes Betreiben der aktiven Fanszene offiziell in 'Walter-Pradt-Tribüne' umbenannt.[5] Nach Walter Spagerer und Otto Siffling ist Pradt damit der dritte Namensgeber für eine Tribüne des Stadions.